# Careproctus acanthodes
Careproctus acanthodes är en fiskart som beskrevs av Gilbert och Burke 1912. Careproctus acanthodes ingår i släktet Careproctus och familjen Liparidae. Inga underarter finns listade.